# Motim em Sucro
O motim em Sucro foi um motim do exército romano acampado em Sucro, uma antiga fortaleza romana na Espanha, ocorrido no início de 206 a.C. durante a conquista romana da península Ibérica no contexto da Segunda Guerra Púnica. Os amotinados alegaram diversos motivos para a revolta, incluindo pagamentos atrasados e problemas nas linhas de suprimento, condições que já perduravam por alguns anos. A causa imediata foram rumores de que o comandante das tropas, o jovem Públio Cornélio Cipião (futuro "Africano"), estaria gravemente doente. Porém, os rumores se mostraram falsos e Cipião conseguiu não somente sufocar a revolta como também identificar e executar os seus líderes.
Estudiosos antigos consideravam este motim como sendo o mais importante evento dos primeiros anos da carreira militar de Cipião Africano.

## Localização
Uma fonte indica que Sucro está localizado nas redondezas de Alzira, a poucos quilômetros a leste da foz do rio Júcar ("Sucro"). Segundo outra fonte, Sucro está localizada a meio caminho entre Cartagena e a foz do Ebro, uma localidade conhecida como Cullera, perto de Alzira, uma identificação confirmada por outras fontes. Lidell localiza a Sucro em algum lugar entre Cartagena e Tarraco. Finalmente, Scullard afirma que o acampamento de Sucro foi criado perto da foz do rio Sucro, em uma linha de comunicação para Nova Cartago criada por Africano ao sul de Sagunto.

## Contexto
O motim irrompeu quando Africano, que comandava uma fortaleza com 8 000 soldados em Sucro, ficou gravemente doente durante a ocupação de Nova Cartago. Os rumores foram tão exagerados a ponto de os líderes, cerca de 35, considerarem que Africano estava morto ou à beira da morte e passaram a instigar abertamente os soldados a se revoltarem. Frustrados, os revoltosos acreditavam que o sucesso do motim faria com que suas preocupações fossem ouvidas e endereçadas pelo comando do exército.
Uma delas era o frequente atraso nos pagamentos, com alguns soldados reclamando de terem ficado anos sem receber. Outra reclamação era que os soldados não estariam recebendo a parte que consideravam justa dos saques. Eles estavam insatisfeitos também por problemas no recebimento das provisões necessárias e por causa dos longos períodos de inatividade, pois queriam lutar (o que criava condições para o saque) ou serem enviados de volta para Roma, especialmente os que já estavam servindo por períodos muito mais longos do que o normal. Finalmente, as tropas na Hispânia acreditavam que não haviam recebido o devido crédito pela expulsão dos cartagineses da região.
Uma das primeiras coisas que os amotinados fizeram foi demonstrar abertamente a falta de respeito pelos oficiais comandantes. Logo em seguida, eles prenderam os tribunos militares leais a Roma e os substituíram pela liderança do movimento. Já em revolta aberta, os soldados passaram a saquear toda a região à volta da fortaleza de Sucro. Durante todo este período, as insígnias militares romanas foram substituídas por fasces com machados (um símbolo da morte).

## Revolta

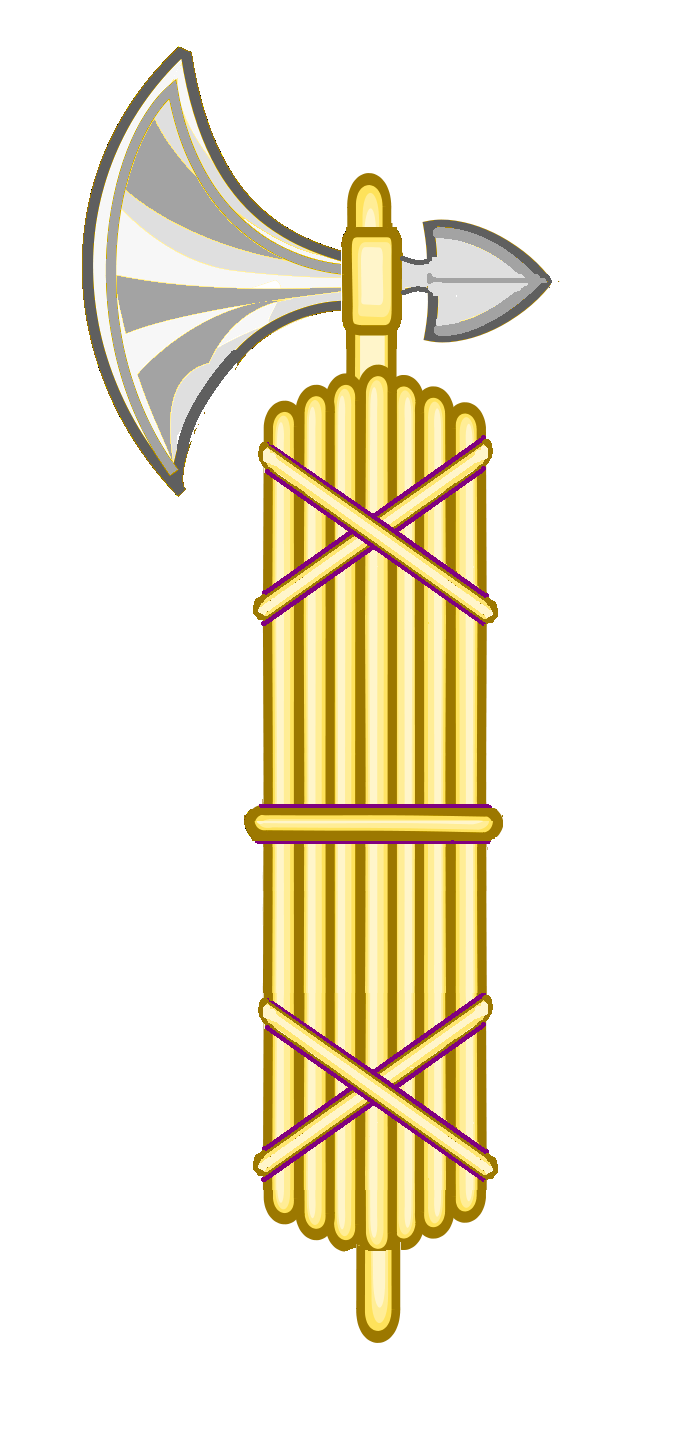
Fasces com machado, a insígnia escolhida pelos rebeldes. "Fasces" era o nome da arma utilizada pelos lictores durante a República Romana. Quando armadas com um machado, simbolizavam o poder de decretar a pena de morte dos cônsules romanos. Por conta disto, era um símbolo ligado à morte.

Os amotinados e seus líderes esperavam notícias da morte de Cipião a qualquer momento e antecipavam a chegada dos detalhes do iminente funeral. Ao invés disto, chegaram informações de que Cipião estava vivo e bem de saúde. Dois líderes tribais da região, Indíbil, dos ilergetes, e Mandônio, dos ausetanos, que haviam se unido aos revoltosos no início do motim, voltaram para seus territórios e foram perdoados. A partir daí, os instigadores do rumor da morte de Cipião, líderes da revolta, passaram a afirmar que eram apenas pessoas inocentes que haviam passado adiante um rumor sem verificá-lo antes e temiam ser identificados como lideranças. Dois dos principais eram soldados comuns identificados pelos nomes Caio Átrio, da Úmbria, e Caio Álbio, de Cales — "Negro" e "Alvo/Branco" respectivamente. Sete tribunos militares em Sucro que ainda eram leais a Roma foram hostilizados por não se juntarem aos rebeldes e acabaram expulsos para Nova Cartago, onde estava Cipião.
Com seus 7 000 soldados em Nova Cartago em inferioridade em relação aos 8 000 amotinados em Sucro, Cipião decidiu não realizar uma punição sumária e assumiu uma posição pensada para evitar um confronto direto. Ele enviou os sete tribunos militares leais de volta para Sucro para descobrir os motivos reais do motim. Já em Sucro, eles conversaram calmamente com grupos de soldados em reuniões na tenda do comandante e com diversos soldados isoladamente, uma abordagem diplomática que ajudou a arrefecer as tensões. Ainda com o objetivo de evitar o confronto, os tribunos evitaram discutir o grave tema da traição da tropa. Uma vez satisfeitos, os tribunos voltaram para Nova Cartago e apresentaram suas conclusões a Cipião.

## Solução
Os tribunos foram novamente enviados para Sucro com a missão de pedir aos amotinados que viessem até Nova Cartago para receber os pagamentos devidos, retirar as provisões e outros itens que necessitavam pois suas reivindicações pareciam razoáveis. Em paralelo, Cipião enviou emissários às cidades hispânicas para conseguir o dinheiro e os suprimentos necessários e fez questão de fazê-lo da forma mais ostensiva possível para que os soldados em Sucro recebessem relatos de que ele estaria de fato se esforçando para cumprir sua oferta. Finalmente, Cipião marcou a data para o evento.
O plano de Cipião, porém, era outro e parte dele foi encenar uma mobilização militar contra Indíbil e Mandônio, os líderes celtiberos que haviam desertado da aliança com Roma para se unir aos rebeldes. Suas tropas deixariam Nova Cartago na manhã anterior àquela na qual os amotinados deveriam aparecer para receber seus pagamentos. Os amotinados se sentiram confiantes de que estariam em posição vantajosa, pois o exército de Cipião estaria fora e apenas ele estaria na cidade para enfrentá-los. Durante as investigações, Cipião havia instruído que cada um dos sete tribunos militares deveria entregar o nome de cinco líderes. Oficiais de confiança de Cipião receberam ordens de seguirem ao encontro dos revoltosos e de se juntarem aos líderes da revolta.
Os líderes revoltosos foram recebidos com palavras gentis e com boa diplomacia quando chegaram e foram convidados para um banquete durante a noite. As ordens eram para que os sete tribunos os prendessem quando já estivessem bêbados. Todos foram agrilhoados e presos.
Na manhã seguinte, Cipião reuniu os 8 000 soldados amotinados no fórum do mercado e todos ficaram maravilhados quando ele próprio apareceu forte e em perfeita saúde. Neste momento, Marco Silano, o segundo-em-comando de Cipião, cercou os amotinados, que estavam desarmados, com seus 7 000 soldados preparados para batalha. Cipião discursou e acusou os soldados de alta traição contra Roma. Os soldados leiais então bateram com suas espadas em seus escudos, o que deixou os amotinados bastante assustados. Cada um dos líderes foi chamado pelo nome, despido até a cintura e levado até o centro do fórum, onde foram surrados, amarrados a uma estaca e decapitados enquanto as tropas assistiam horrorizadas. Depois que os corpos foram retirados, os amotinados receberam os pagamentos atrasados, mas somente depois de removerem suas insígnias dos fasces com machado. Todos foram obrigados a jurar novamente lealdade a Roma e a Cipião e que jamais se amotinariam novamente. Cipião, apesar da inferioridade numérica, conseguiu então recuperar suas tropas e acabar com o motim sem derramamento de sangue.

## Eventos posteriores
Quando Cipião retornou a Roma, em 205 a.C., celebrou os jogos (ludos) que havia prometido durante o motim e dedicou-os ao seu sucesso em sufocar o motim em Sucro e não às suas vitórias sobre os cartagineses na Hispânia.